# Haustor
Haustor je bila jugoslovanska in hrvaška rock skupina. Ustanovljena je bila leta 1979 in razpuščena leta 1990 v Zagrebu. Originalno zasedbo so sestavljali Darko Rundek (vokal, kitara), Srđan Sacher (bas kitara), Zoran Perišić (bobni), Ozren Štiglić (ritem kitara),  Damir Prica (saksofon), Nikola Santro (pozavna), Srđan Gulić (tolkala) in Zoran Vuletić (klaviature).